# Eckhard Fichtner
Eckhard Fichtner (* 8. April 1920 in Berlin; † 18. August 1999 ebenda) war ein deutscher Politiker (SPD).
Eckhard Fichtner besuchte ein Gymnasium und legte 1938 das Abitur ab. Anschließend musste er zum Reichsarbeitsdienst und wurde im folgenden Jahr von der Wehrmacht eingezogen. 1941 geriet er in australische Kriegsgefangenschaft.
Nach dem Zweiten Weltkrieg kehrte Fichtner 1947 aus Australien nach Berlin zurück und wurde Dienstanwärter im (Ost-Berliner) Bezirksamt Prenzlauer Berg. Er besuchte die Verwaltungsschule Berlin und trat 1949 der SPD bei. 1950 wurde er in Ost-Berlin gemaßregelt und entlassen, daher wechselte er nach West-Berlin und arbeitete anschließend bei der Senatsverwaltung für Sozialwesen. 1961 wurde er Leiter des Einwohneramts im Bezirk Schöneberg. Bei der Berliner Wahl 1967 wurde Fichtner in das Abgeordnetenhaus von Berlin gewählt, im März 1971 schied er aus dem Parlament aus.